# تان لي يو غاري
تان لي يو غاري (بالإنجليزية: Tan Lee Yu Gary) هو سباح أمريكي، ولد في 1982.

## وصلات خارجية
- تان لي يو غاري على موقع أوليمبيديا (الإنجليزية)